# Габриэла (телесериал, 2012)
«Габриэла» (порт. Gabriela) — бразильская теленовелла 2012 года, созданная Валсиром Карраску.

## Название
По роману Жоржи Амаду «Габриэла, корица и гвоздика».

## Сюжет
20-е годы XX века, в провинциальном бразильском городке царят патриархальные нравы, а вместо закона право силы плантаторов какао, которых называют полковниками. Однажды на городок как ураган налетает сексуальная революция XX века, и даже провинциальные ханжеские нравы не могут выдержать его натиск.

## Персонажи и актёры
| Персонаж          | Исполнитель      |
| ----------------- | ---------------- |
| Габриэла          | Жулиана Паэс     |
| Насиб             | Умберту Мартинс  |
| Мальвина          | Ванесса Джакомо  |
| Полковник Рамиру  | Антонио Фагундес |
| Мундиньу Фалкан   | Матеус Солану    |
| Жеруза            | Луиза Валдетару  |
| Донна Доротея     | Лаура Кардозу    |
| Полковник Жезуину | Жозе Вилкер      |
| Донна Синазинья   | Майте Проэнса    |
| Зарулинья         | Леона Кавалли    |
| Тонику Бастос     | Марселу Серраду  |
| Мария Машаду      | Ивети Сангалу    |